# George Stephenson

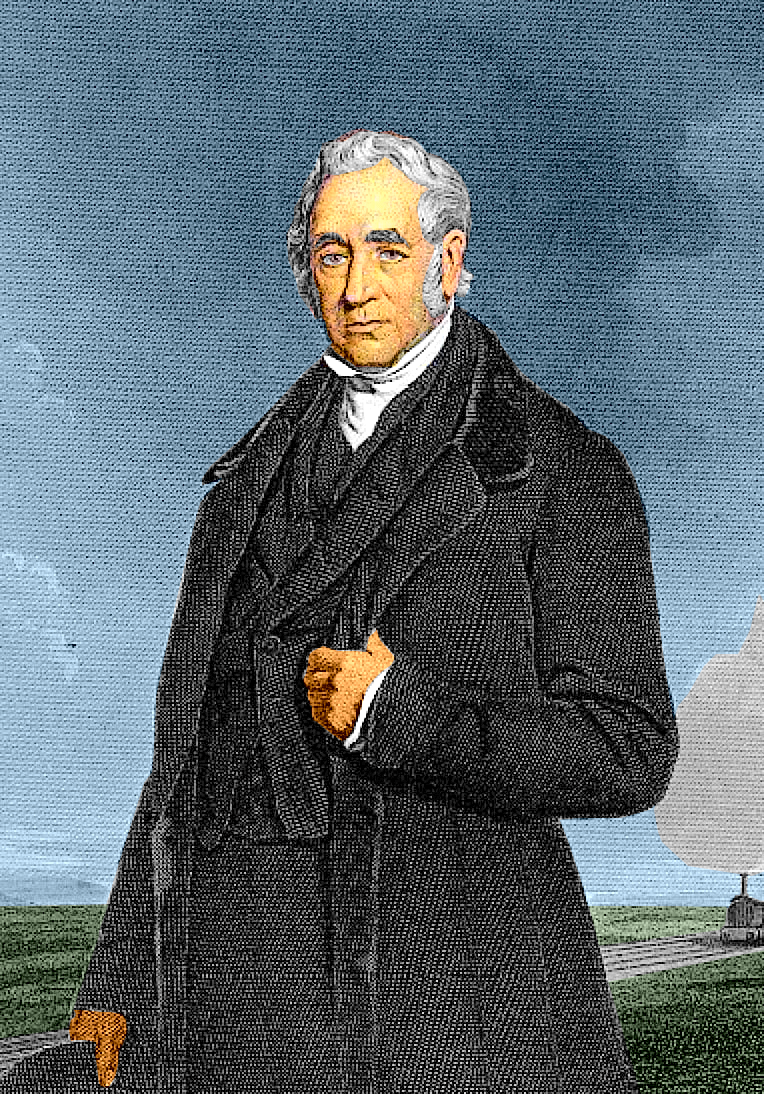
George Stephenson

George Stephenson (Wylam-on-Tyne (Newcastle-upon-Tyne), 9 juni 1781 — Chesterfield, 12 augustus 1848) is bekend als uitvinder van de eerste praktisch toepasbare locomotief.
Stephensons vader werkte als stoker bij een kolenmijn en George werd machinist in de mijn van Killingworth. Hij had veel belangstelling voor techniek en vooral in de stoommachine. Hij werd gepromoveerd tot onderhoudsmonteur en kreeg van de mijndirectie toestemming om met de stoommachine te experimenteren.
In 1814 had hij zijn eerste locomotief gebouwd, de Blücher, genoemd naar de Pruisische maarschalk Gebhard Leberecht von Blücher. Deze locomotief was in staat om 30 ton steenkool met een snelheid van 4 mijl per uur te trekken. Met de Blücher was de eerste locomotief op rails een feit.
In de volgende vijf jaren bouwde hij 16 locomotieven.
De eerste stoomlocomotief werd weliswaar al in het jaar 1804 door Richard Trevithick gebouwd, 10 jaar voor Stephensons eerste locomotief. Doordat Trevithicks locomotief met veel kinderziektes te kampen had, en praktisch niet toepasbaar was, wordt Stephenson als de bouwer van de eerste bruikbare locomotief gezien. 

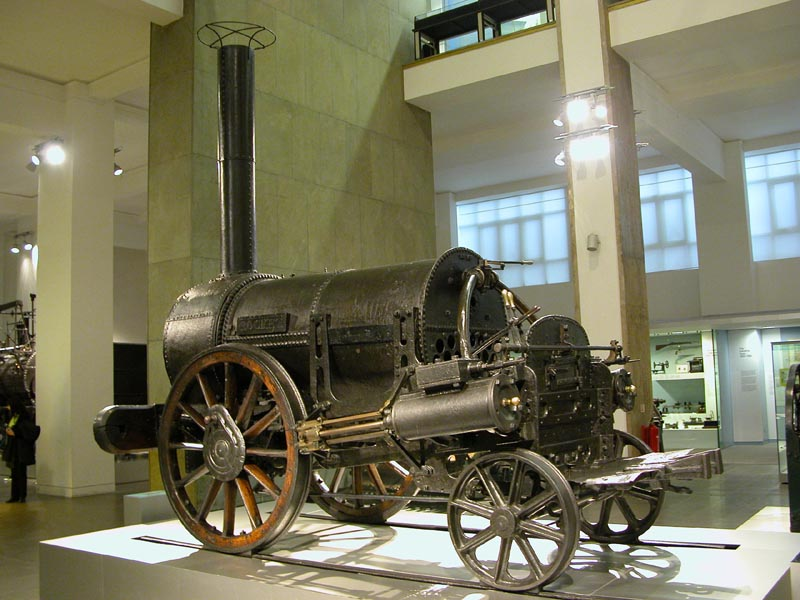
The Rocket

In 1823 startte de bouw van de Stockton en Darlington spoorlijn. Oorspronkelijk was het de bedoeling om paarden te gebruiken om de metalen wagens over de metalen rails te laten rijden. Nadat de bedrijfsdirecteur Edward Pease Stephenson ontmoette werden de plannen gewijzigd. De constructie begon in 1822, in september 1825 had Stephenson zijn nieuwe locomotief voor deze spoorlijn ontworpen. Deze werd eerst Active genoemd, later Locomotion.
Op 27 september 1825 werd de lijn geopend. De Locomotion, bestuurd door Stephenson, trok 80 ton aan kolen en lood. De Locomotion deed er 2 uur over, bereikte een topsnelheid van 24 mijl per uur en legde de afstand van 9 mijl in 1 ruk af. Bij wijze van experiment was er ook een passagiersvoertuig aangekoppeld met aan boord enkele personen. 
In 1829 werd Stephenson winnaar van een wedstrijd om £ 500 uitgeschreven door de Liverpool & Manchester spoorwegdirecteuren om te bepalen welke stoomlocomotief ze gingen gebruiken voor hun spoorwegen. Stephenson nam deel met The Rocket waarmee hij op een indrukwekkende wijze won en een bekendheid werd. Door dit succes kreeg hij vele contracten. Het geld dat hij verdiende investeerde hij in talrijke projecten.
De eerste drie treinen buiten Groot-Brittannië reden op 5 mei 1835 in konvooi van Brussel naar Mechelen en werden getrokken door stoomlocomotieven van Britse makelij, genaamd la Flèche, de Stephenson en l' Éléphant.

## Mijnlamp
In 1815 ontwikkelde Stephenson een mijnlamp, die als Geordie lamp in mijnen in Noord-Oost Engeland toepassing vond; zie bij Davylamp.
- Bibsys: 90190140
- Biblioteca Nacional de España: XX5290096
- Bibliothèque nationale de France: cb14446486b (data)
- Catàleg d'autoritats de noms i títols de Catalunya: 981058614553206706
- CiNii: DA09235819
- Gemeinsame Normdatei: 118753541
- International Standard Name Identifier: 0000 0000 8876 8428
- Library of Congress Control Number: n50022436
- Bibliotheek van het Japanse parlement: 00621513
- Nationale Bibliotheek van Tsjechië: mzk2004261155
- Nationale bibliotheek van Australië: 35523229
- Nationale Bibliotheek van Israël: 987007463427305171
- Nationale Bibliotheek van Polen: a0000001285301
- Nederlandse Thesaurus van Auteursnamen: 099509504
- Réseau des bibliothèques de Suisse occidentale: 02-A026464024
- Istituto Centrale per il Catalogo Unico: MILV308026
- SNAC: w622366f
- Système universitaire de documentation: 135663679
- Museum of New Zealand Te Papa Tongarewa: 43200
- Trove: 983598
- Virtual International Authority File: 92656552
- WorldCat: E39PBJw93QGxQ6TTprpkxGhPwC